# سامسونگ اس‌پی‌اچ-آ۹۰۰
سامسونگ اس‌پی‌اچ-آ۹۰۰ یک‌نمونه از گوشی‌های تلفن همراه سری A شرکت سامسونگ می‌باشد  که توسط همین شرکت به بازار عرضه شده‌است.